# Najati Sidqi
Najati Sidqi (1905-1979) est un des premiers membres arabes du Parti communiste palestinien.

## Parcours
Né en 1905 à Jérusalem, Najati passe son enfance entre la ville de Djeddah, dans le Hedjaz (région ouest de l'Arabie saoudite), et Le Caire, puis Damas quand Fayçal Ier est proclamé roi (pour une durée de 3 mois seulement, avant d'être couronné roi d'Irak). Au début des années 1920, il amorce une carrière de fonctionnaire au ministère des Postes et Télégraphes et rejoint le jeune Parti communiste palestinien fondé en 1924, alors majoritairement formé d’immigrants juifs originaire d’Europe de l’Est, dont il se confronte au mépris et au racisme. Il écrit dans ses mémoires : « À leurs yeux, les Arabes étaient un peuple socialement arriéré, inapte au socialisme ».
En plus de son militantisme politique, il met ses talents de polyglotte au service de sa passion pour la littérature, traduisant en arabe de nombreux classiques comme des œuvres de d'Alexandre Pouchkine, Anton Tchekhov, Maxime Gorki, Edgar Allan Poe, et Guy de Maupassant. Il était également nouvelliste lui-même et éditeur.
En 1925, Najati Sidqi se rend à Moscou pour y étudier à l’Université communiste des travailleurs d’Orient qui forme les cadres des Partis communistes à l'international, où ont notamment étudié les militants vietnamien et chinois Hô Chi Minh et Deng Xiaoping. Il se distingue par sa liberté de pensée, et critique de la répression des petits propriétaires terriens, à la suite de quoi on le force à se dédire publiquement. Il y termine malgré tout ses études avec succès, et rentre en Palestine mandataire militer pour l’arabisation du Parti communiste palestinien (dominé par les sionistes), soutenu par sa femme Lutca, d’origine juive ukrainienne. En 1931, les époux sont arrêtés par la police britannique pour leur activisme communiste, et passent deux en détention entre les prisons de Jérusalem, Jaffa et Acre, tandis que leur fille Dawlat, encore bébé, est envoyée par le Komintern dans un orphelinat à Moscou.
À partir de 1933, Najati Sidqi dirige à Paris, le journal en langue arabe de l’Internationale communiste Al-Sharq al-‘arabî, diffusé clandestinement en Afrique de Nord et au Moyen-Orient, mais il est arrêté et expulsé par les autorités françaises.
En 1936, il rejoint les rangs des républicains espagnols participe à la Guerre d'Espagne, avec pour mission de démobiliser les soldats marocains enrôlés par le général Francisco Franco à qui il distribue des tracts en arabe, évoquant l’antinomie entre le fascisme et l’islam. En effet, lorsque le général Franco fait son putsch, il est dans les colonies que l'Espagne possède en terre marocaine, où il enrôle près de 60.000 habitants du Rif contre une solde modeste, mais suffisante en raison de la pauvreté de cette région. Ces renforts sont décisifs dans la victoire du camp franquiste en 1939.
Parallèlement, Najati Sidqi fait état de ses réflexions dans plusieurs articles, tout en défendant avec conviction dans ses écrits la cause républicaine espagnole, à l'instar d'autres auteurs célèbres enrôlés dans ce conflit dans le camp républicain comme Ernest Hemingway et George Orwell (lui aussi militant communiste). Najati Sidqi écrit dans ses mémoires que son engagement internationaliste était inséparable de son patriotisme arabe. « Je suis venu en Espagne pour défendre Le Caire à Barcelone, Damas à Tolède et Bagdad à Madrid. ».
En 1939, alors que Najati Sidqi, milite en Syrie et au Liban, celui-ci s'oppose fermement au pacte germano-soviétique de non agression entre l'Union soviétique et l'Allemagne Nazie, ce qui lui vaut d'être exclu au parti par Khaled Bagdache, le secrétaire général et l’homme de confiance de Moscou. Sachant sa famille menacée, sa femme décide de confier de nouveau leur fille dans un orphelinat à Moscou, qui se retrouve coupée de sa famille pendant la Seconde Guerre mondiale.
En 1940, Muhammad Najati Sidqi publie un livre intitulé Les traditions islamiques et les principes nazis: peuvent-ils s'entendre? (en arabe : التقاليد الاسلامية والمبادئ النازية هل تلتقيان) dans lequel il démontre l'incompatibilité de l'islam et du nazisme — une idéologie «païenne» —. Selon Israel Gershoni, «Najati Sidqi participe ainsi à un courant intellectuel arabe plus large des années 1930 et de la période de la Seconde Guerre mondiale, dans lequel islam et fascisme, islam et nazisme étaient perçus comme diamétralement opposés». Son livre refletait une tendance majeure dans le rejet arabe du nazisme. Il s'appuie sur les écrits nazionalistes, en particulier, Mein Kempf, les écrits d'Alfred Rosenberg et les discours de Goebbels. Qu'il compare aux sources arabes,e n premier lieu le Coran, mais aussi des textes de la traditions et des textes arabes modernes, y compris les travaux de Mohamed Abduh, Djemâl ad-Dîn al-Afghâni et Mustafa Kamil. Il avertissait que les attaques national socialiste contre le judaïsme attaquaient en même temps le christianisme et l'islam. Sidqi écrit dans ses mémoires que ce livre, avec ses trop nombreuses références religieuses, joua un rôle dans son exclusion du parti.
En 1940, il retourne à Jérusalem et travaille dans une station de radio, jusqu'à la Nakba en 1948, qui contraint la famille Sidqi (le couple a deux enfants) à s’exiler. Cette année-là, la station est transférée à Chypre, où Sidqi reste jusqu'en 1950. Après cela, il a déménagé à Beyrouth, où il a travaillé comme journaliste et écrit et traduit des textes littéraires. Ses livres et traductions incluent Pouchkine publié en 1945 et Tchekhov en 1947, et il traduit  desœuvres littéraires russes en arabe. En 1976, un an après le déclenchement de la guerre civile libanaise (1975-1990), les époux Sidqi partent pour Athènes, Najati meurt trois ans plus tard à l'âge de 74 ans.

## Écrits (sélection)
- Mémoires de Najati Sidqi, édité par Hanna Abu Hanna , Beyrouth, 2001.
- Les traditions islamiques et les principes nazis: peuvent-ils s'entendre?, 1939, Beyrouth, Bibliothèque de la nourriture de l'âme
- Pouchkine : Prince des poètes russes, Dar Al-Mada pour la culture et l'édition.
- Histoires choisies de la littérature chinoise, imprimerie et édition de Beyrouth, 1954.
- Tchekhov, Dar Al Maarif, 1967
- Histoires choisies de la littérature russe, Beyrouth House for Printing and Publishing (Traduction), 1952
- Maxime Gorki, Dar al-Ma'arif
- The Millionaire Communist, Dar Al-Kitab, Beyrouth, 1963.
- The Harvesters: A Portrait of Heroism in Love and Jihad, Maison de la culture, Beyrout